# Herbert Rasch
Herbert Rasch (Allenstein, 8 januari 1915 – Amblimont, 9 of 10 juni 1940) was een Duits voetballer. 
Rasch werd in de Oost-Pruisische stad Allenstein geboren en had vier broers en drie zusters. Alle broers werden ook voetballer; Helmut, de jongste, speelde later net als hij voor 1. FC Kaiserslautern.
Hij begon zijn carrière bij SV 1910 Allenstein. Rasch ging het leger in en werd gestationeerd in Kaiserslautern, waar hij ging spelen bij 1. FC. Zijn voetbalcarrière eindigde bij het uitbreken van de Tweede Wereldoorlog. Op 9 juni raakte hij zwaargewond in de buurt van Verdun; hij overleed nog diezelfde nacht.